# Adolphe d'Houdetot
César François Adolphe d'Houdetot (Le Havre, 31 août 1799-Le Havre, 30 juillet 1869) est un écrivain français, auteur de nombreux ouvrages sur la chasse.

## Biographie
Fils de César Louis d'Houdetot, il entre dans l'administration sous Louis-Philippe et devient receveur particulier dans l'administration des finances au Havre. Il prépare en 1848 les mesures d'embarquements du Roi et de la Reine qui seront le sujet de son ouvrage Honfleur et le Havre, huit jours d'une royale infortune (1850).
Ses ouvrages ont été régulièrement réédités jusqu'à nos jours. La dernière édition de son Chasseur rustique, illustrée par Horace Vernet, date ainsi de l'année 2000
Il a aussi participé à l'écriture de la comédie-vaudeville Le Coup de pistolet en 1828 avec Charles de Livry, représenté au Théâtre des Variétés le 17 mars 1828.

## Œuvres
- Le Coup de pistolet, comédie-vaudeville en 1 acte, avec Charles de Livry, 1828
- Types militaires français, 1844
- Le Tir au pistolet, causeries théoriques, 1844
- Honfleur et le Havre, huit jours d'une royale infortune, 1850
- Système-Fontenau pour les armes à percussion. Notice historique sur l'origine et les progrès de cette découverte, avec Eugène Talbot, 1852
- Le Chasseur rustique contenant la théorie des armes, du tir et de la chasse au chien d'arrêt, en plaine, au bois, au marais, sur les bancs, 1852
- Dix épines pour une fleur, petites pensées d'un chasseur à l'affût, 1853
- La petite vénerie ou La chasse au chien courant, dessin d'Horace Vernet, 1855[2]
- Chasses exceptionnelles, galerie des chasseurs illustres, 1855
- Le Tir au fusil de chasse, à la carabine et au pistolet, petit traité des armes à l'usage des chasseurs, 1857
- Braconnage et contre-braconnage, 1858[3]
- Les Femmes chasseresses, 1859
- Nouveau porte-amarre, 1862
- Canon porte-amarres à rayure-fente, 1864